# 에마 틸린저 코스코프
에마 틸린저 코스코프(영어: Emma Tillinger Koskoff, 1971년 10월 5일 ~ )는 미국의 영화 프로듀서이다. 어머니와 아버지 둘 다 배우이다. 2003년 마틴 스코세이지 감독이 설립한 영화 제작사 시켈리아 프로덕션에 입사한 후, 2006년 제작 책임자가 되어 그의 작품을 프로듀싱하고 있다. 《더 울프 오브 월 스트리트》, 《사일런스》, 《아이리시맨》이 그것이다.

## 제작 참여 영화
| 연도 | 제목                     | 감독            | 비고                            |
| ---- | ------------------------ | --------------- | ------------------------------- |
| 2013 | 더 울프 오브 월 스트리트 | 마틴 스코세이지 |                                 |
| 2016 | 블리드 포 디스           | 벤 영거         |                                 |
| 2016 | 사일런스                 | 마틴 스코세이지 |                                 |
| 2019 | 조커                     | 토드 필립스     | 베니스 영화제 황금사자상 수상작 |
| 2019 | 아이리시맨               | 마틴 스코세이지 |                                 |